# 52005 Маїк
52005 Маїк (52005 Maik) — астероїд головного поясу, відкритий 8 лютого 2002 року.
Тіссеранів параметр щодо Юпітера — 3,484.